# Hinterwiestal
Die Ortschaft Hinterwiestal in der Gemeinde Puch bei Hallein ist eine östlich vom Hauptort Puch gelegene Streusiedlung mit 162 Einwohnern (Stand 1. Jänner 2025) und ist gleichzeitig die Katastralgemeinde Hinterwiesthal. Der Ort ist via der Wiestalstraße mit den umliegenden Gemeinden Oberalm und Adnet verbunden. Der Roanaweg führt zur Vollererhofstraße und diese wiederum ins Ortszentrum der Gemeinde.